# 小行星1801
小行星1801（1801 Titicaca）是太阳系的小行星之一，位于小行星带。该小行星由米格爾·伊茲克索恩于1952年9月23日在拉普拉塔发现。
該小行星以祕魯的的的喀喀湖命名。